# Chris Fox, Baron Fox

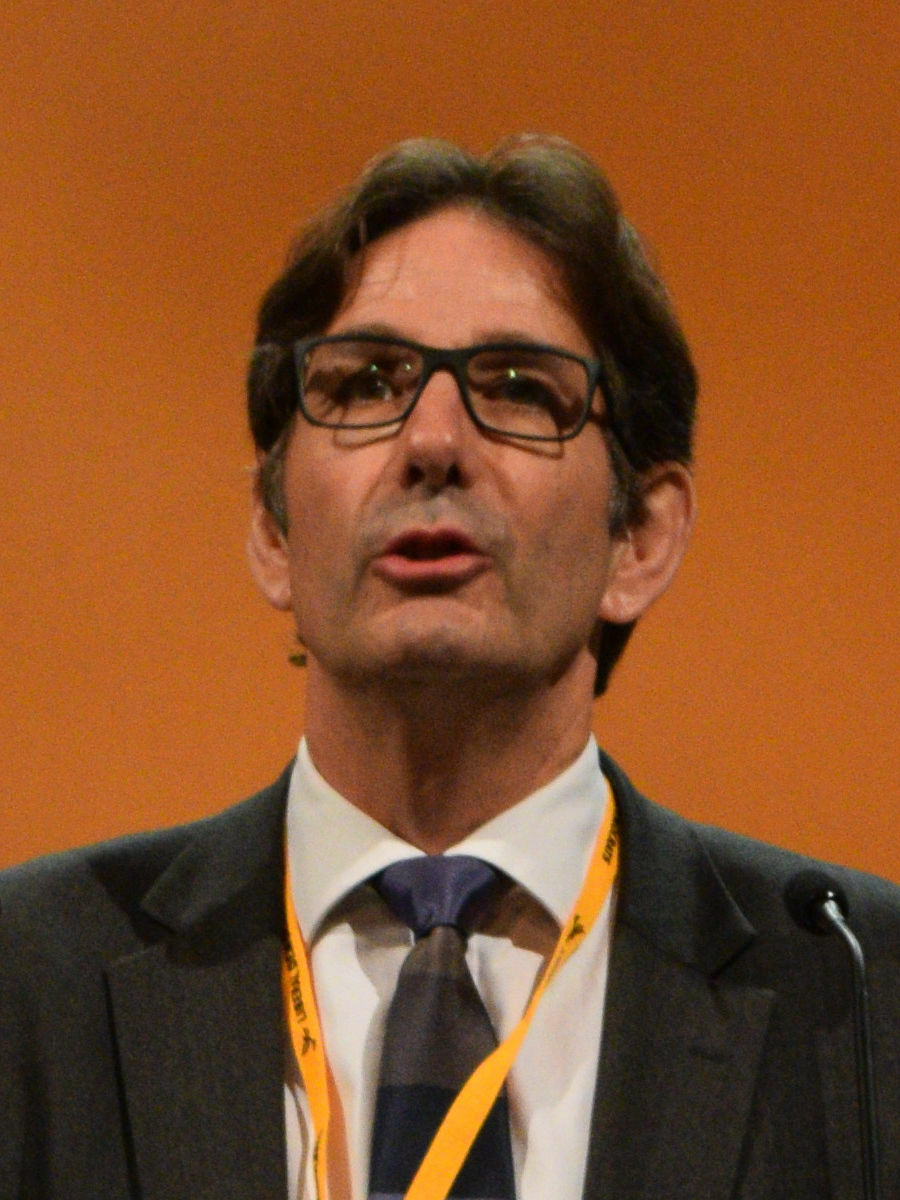
Chris Fox, Baron Fox (18. September 2017)

Christopher „Chris“ Francis Fox, Baron Fox (* 27. September 1957 in Surrey, England) ist ein britischer Politiker der Liberal Party, der SDP–Liberal Alliance sowie zuletzt der Liberal Democrats, der seit 2014 als Life Peer Mitglied des House of Lords ist.

## Leben
Christopher „Chris“ Francis Fox begann nach dem Besuch der Leominster Grammar School 1976 ein Studium der Chemie am Imperial College London (ICL), welches er 1979 mit einem Bachelor of Science (B.Sc. Chemistry) beendete. In seinem letzten Studienjahr war er von 1979 bis 1980 ein Jahr lang Präsident der Studentenvereinigung des Imperial College. Nach Abschluss des Studiums begann er seine berufliche Laufbahn als Chemieingenieur in der Erdöl- und Kernenergieindustrie und war später unter anderem von 1998 bis 2005 Mitarbeiter des Nahrungsmittelunternehmens Tate & Lyle, ehe er als Kommunikationsdirektor zum Maschinenbauunternehmen Smiths Group und später zum Metallverarbeitungskonzern GKN wechselte.
Neben seiner Tätigkeit als Wirtschaftsmanager wurde Fox 1986 als Nachfolger von Wynn Hugh-Jones und Anthony Jacobs gemeinsam mit Tim Razzall die Funktion des Schatzmeisters der Liberal Party und bekleidete diese bis 1988, woraufhin Tim Razzall alleiniger Schatzmeister der nunmehrigen SDP–Liberal Alliance wurde. Nach seinem Ausscheiden bei GKN fungierte Fox zwischen 2009 und 2011 als Geschäftsführer der Liberal Democrats und leitete in dieser Funktion den Wahlkampf seiner Partei bei den Unterhauswahlen am 6. Mai 2010 und die Verhandlungen, die am 11. Mai 2010 zur Bildung der Koalitionsregierung Cameron-Clegg führte. Als Geschäftsführer der Liberal Democrats überwachte er eine umfassende Umstrukturierung des Wahlkampfpersonals der Partei, den Umzug der Partei aus ihrem historischen Hauptquartier in der Cowley Street in modernere Büros in der Great George Street und die Einführung ein neues Online-Wahldatenbanksystems.
Am 11. September 2014 wurde Chris Fox als Baron Fox, of Leominster in the County of Herefordshire, als Life Peer aufgrund des Life Peerages Act 1958 der Peerage of the United Kingdom erhoben, wodurch er Mitglied des House of Lords, des Oberhauses des Parlaments, wurde. Während seiner Oberhauszugehörigkeit war er zunächst zwischen dem 8. Juni 2015 und dem 1. Juli 2019 Mitglied des Ausschusses für Wissenschaft und Technologie (Science and Technology Committee) sowie zugleich vom 16. Juni 2017 bis zum 19. Februar 2023 Sprecher der Fraktion der Liberaldemokraten für Unternehmens-, Energie- und Industriestrategie und ferner zwischen dem 1. Juli 2019 und dem 31. Januar 2023 Mitglied des Wirtschaftsausschusses (Economic Affairs Committee). Seit dem 31. Januar 2023 ist er im Oberhaus Mitglied des Ausschusses für internationale Abkommen (International Agreements Committee) sowie zudem seit dem 20. Februar 2023 Sprecher der liberaldemokratischen Fraktion für Unternehmen.